# Vladimir Aleksandrovič Antonov-Ovseenko
Vladimir Aleksandrovič Antonov-Ovseenko (in russo Владимир Александрович Антонов-Овсеенко?, in ucraino Володимир Олександрович Антонов-Овсієнко?, Volodymyr Oleksandrovyč Antonov-Ovsijenko; Černihiv, 21 marzo 1883 – Mosca, 10 febbraio 1938) è stato un rivoluzionario, diplomatico e militare ucraino.
Fu l'organizzatore militare dell'insurrezione di Pietrogrado del 7 novembre 1917.

## Biografia
Nato in Ucraina e figlio di un ufficiale della riserva, frequentò la scuola dei cadetti di Voronež e nel 1901 si iscrisse alla Facoltà di Ingegneria dell'Università militare di Mykolaïv. Dopo un mese fu messo agli arresti e poi espulso dall'Università per essersi rifiutato di prestare giuramento di "fedeltà allo Zar e alla patria". Aveva infatti maturato - scrisse - «un'avversione organica verso la cricca militarista», motivata dall'atmosfera "poltronesca e arrogante" che si respirava negli ambienti delle scuole militari. Trasferitosi in un primo tempo a Varsavia, si unì a un gruppo di studenti socialisti, poi nel 1902, lasciata la famiglia alla morte del padre, andò a San Pietroburgo dove visse facendo il manovale nel porto Aleksandrovskij e poi il cocchiere nella Società protettrice degli animali.
In autunno fu ammesso alla scuola degli Junkers. Fu dapprima in relazione con un gruppo social-rivoluzionario, poi nel 1903, tramite il militante Stomonjakov, aderì alla frazione bolscevica del Partito operaio socialdemocratico russo. Arrestato nell'agosto del 1904 per detenzione di letteratura illegale, fu rilasciato per l'intervento del granduca Konstantin Konstantinovič, in fama di liberale. Ufficiale del 40º reggimento fanteria stanziato a Varsavia, mantenne dei contatti con le varie forze d'opposizione, dal POSDR al Partito socialista polacco e al Bund, e fondò il comitato militare socialdemocratico, facendo propaganda tra i soldati e gli ufficiali.

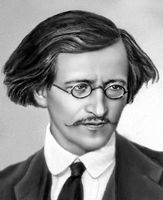
Antonov-Ovseenko

Inviato in Estremo-Oriente nella primavera del 1905, disertò e passò in clandestinità. Tornato in Polonia, guidò l'insurrezione di due reggimenti e due brigate di artiglieria a Novo-Aleksandrija, fallita la quale passò in Austria. A Vienna si mise in contatto con dei menscevichi che l'aiutarono a raggiungere Pietrogrado a fine maggio. Sempre sotto falso nome, fu membro di un gruppo militare menscevico arrestato a Kronštadt per la delazione di un provocatore. Rilasciato in seguito all'amnistia di novembre, fece parte del comitato militare socialdemocratico unificato di Pietrogrado e diresse il giornale clandestino Kazarma. Nell'aprile del 1906 fu arrestato con Jaroslavskij, Rozalija Zemljačka e altri a Mosca durante una riunione delle organizzazioni militari di partito, ma dopo cinque giorni riuscì a fuggire dalla prigione con Jaroslavskij e altri tre compagni.
Giunse a Sebastopoli per prepararvi un'insurrezione, che scoppiò a giugno. Antonov-Ovseenko fu arrestato per strada dopo un conflitto a fuoco con la polizia. Dopo una detenzione di un anno, fu condannato a morte, pena commutata in venti anni di lavori forzati. A suo favore, giocò il fatto che le autorità ignoravano il suo vero nome - dai documenti risultava chiamarsi Kobanov - e i suoi precedenti. Un mese dopo, nel giugno del 1907, nell'imminenza della partenza per la Siberia, evase dal carcere con altri venti compagni. Dopo una settimana di latitanza nelle montagne, prese il treno per Mosca. Durante il viaggio, fu riconosciuto e fuggì saltando dal treno in corsa.
Giunto finalmente a Mosca, riprese i contatti con i suoi compagni di partito. Con nuovi, falsi documenti, frequentò cooperative operaie legali. Nella primavera del 1909 partecipò alla conferenza illegale di Nižnij Novgorod, nella quale fu deciso di pubblicare a Mosca un giornale clandestino da lui diretto. Qui fu arrestato su denuncia del provocatore Malinovskij e scontò tre mesi di prigione. Poco dopo fu nuovamente arrestato e condannato a sei mesi di carcere.
Espatriato a Parigi nel luglio del 1910, entrò nel gruppo internazionalista menscevico cui appartenevano Martov e Trockij dirigendo il giornale Golos ("La Voce"), che uscì con il titolo Naše Slovo ("La nostra parola") quando, alla fine del 1914, ci fu la separazione dagli internazionalisti dei menscevichi che appoggiavano la guerra dell'Intesa. Antonov-Ovseenko rimase con gli internazionalisti e nel maggio del 1917, a seguito della Rivoluzione di febbraio, ritornò in Russia e, con tutto il gruppo degli interdistrettuali di Trockij e Lunačarskij, entrò formalmente a far parte del Partito bolscevico.
Membro del Comitato del partito, fu eletto anche al Soviet di Pietrogrado, città nella quale svolse attività di propaganda e agitazione, e diresse il giornale Volna ("L'Onda"), diffuso tra i marinai di Helsingfors. Arrestato a fine luglio in occasione della repressione del Partito bolscevico ordinata da Kerenskij, fu detenuto in carcere per un mese. Dopo la liberazione, il partito lo mise a capo del Comitato militare rivoluzionario, con l'incarico di organizzare militarmente l'insurrezione di ottobre. In tale veste, guidò il 25 ottobre (7 novembre nuovo stile) la presa del Palazzo d'Inverno arrestando i ministri del governo Kerenskij.

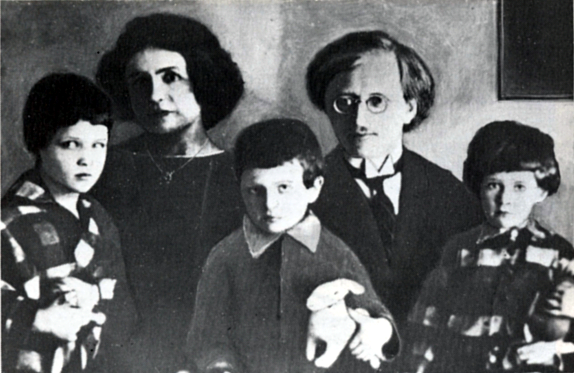
Antonov-Ovseenko con la moglie Ružena e i figli Vera, Anton e Galina, Praga, 1925

Nominato commissario alla Guerra del primo Sovnarkom e comandante della regione militare di Pietrogrado, il 6 dicembre 1917 prese il comando dell'Armata Rossa in Ucraina nella guerra civile contro le forze della Rada e le Armate bianche di Kaledin e di Kornilov. Revocatogli il comando da Trockij nel giugno del 1919, Antonov-Ovseenko fu incaricato dell'organizzazione degli approvvigionamenti nelle province di Vitebsk e Tambov. Dal febbraio al giugno 1921 fu a capo del Comitato esecutivo centrale del Soviet di Tambov incaricato di reprimere le rivolte nella regione, e dall'ottobre, quale presidente del Soviet di Samara, si occupò della lotta contro la carestia.
Oltre a svolgere incarichi militari e organizzativi, prese parte al dibattito politico. Nel 1922 attaccò la politica economica di Lenin, accusandolo di aver concesso troppo ai proprietari terrieri e ai capitalisti stranieri. Vicino a Trockij, fu da lui nominato nel 1922 capo della direzione politica del Consiglio militare rivoluzionario, da cui Stalin lo revocò nel febbraio del 1924 per allontanarlo dall'URSS, nominandolo nel 1925 ambasciatore a Praga e poi in Lituania e in Polonia, dove scrisse quattro volumi di osservazioni e documenti sulla guerra civile.
Nel 1936 fu nominato console generale a Barcellona, dove sovraintese alla gestione delle forniture belliche che l'Unione Sovietica mandava alla Repubblica durante la Guerra civile. Richiamato in URSS nel 1938 col pretesto di una sua nomina a ministro della Giustizia, fu invece arrestato con l'accusa di "terrorismo trockista" e fucilato senza processo. Fu riabilitato nel 1956.

## Scritti
- Zapiski o Graždanskoj vojne [Note sulla guerra civile], 4 tt., Moskva, Izdanie Vyšego Voennogo Redakcionnogo Soveta, 1924-1933

## Fonte
- Georges Haupt, Jean-Jacques Marie, Les bolchéviks par eux-mêmes, Paris, François Maspéro, 1969, pp. 259–265